# Campionato AMA di motocross 2006
Il Campionato AMA di motocross 2006 è la 35ª edizione del campionato nazionale statunitense di motocross.
Il campionato è diviso in 2 categorie: la ex 250, parigrado della MX1, ora chiamata semplicemente "Motocross", e la ex 125, parigrado della MX2, chiamata "Motocross Lites".

## Motocross

### Round del 2006
|    | Stato         | Località       | Pista                         | Data            |
| -- | ------------- | -------------- | ----------------------------- | --------------- |
| 1  | California    | Sacramento     | Hangtown Classic              | 21/22 maggio    |
| 2  | Pennsylvania  | Mt. Morris     | High Point Raceway            | 28/29 maggio    |
| 3  | Massachusetts | Southwick      | Motocross 338                 | 11/12 giugno    |
| 4  | Maryland      | Budds Creek    | Budds Creek Motocross park    | 18/19 giugno    |
| 5  | Michigan      | Buchanan       | Red Bud Track 'n' Rail        | 02/03 luglio    |
| 6  | New York      | New Berlin     | Unadilla Valley Sports Center | 16/17 luglio    |
| 7  | Colorado      | Lakewood       | Thunder Valley Motocross Park | 23/24 luglio    |
| 8  | Washington    | Washougal      | Washougal Motocross Park      | 30/31 luglio    |
| 9  | Minnesota     | Millville      | Spring Creek Motocross Park   | 13/14 agosto    |
| 10 | New York      | Binghamton     | Broome Tioga Sports Center    | 22/21 agosto    |
| 11 | Pennsylvania  | Delmont        | Steel City Raceway            | 03/04 settembre |
| 12 | California    | San Bernardino | Glen Helen Raceway Park       | 10/11 settembre |

### Piloti iscritti alla "Motocross" nel 2006
|    | Pilota           | Stato       | Costruttore | Moto      |
| -- | ---------------- | ----------- | ----------- | --------- |
| 4  | Ricky Carmichael | Florida     | Suzuki      | RM-Z 450  |
| 14 | Kevin Windham    | Mississippi | Honda       | CR-F 450R |

### Classifica finale
| Pos | Pilota           | Moto   | SAC 1 | SAC 2 | MMO 1 | MMO 2 | STW 1 | STW 2 | BDC 1 | BDC 2 | BCN 1 | BCN 2 | NBE 1 | NBE 2 | LWD 1 | LWD 2 | WHL 1 | WHL 2 | MLV 1 | MLV 2 | BGH 1 | BGH 2 | DEL 1 | DEL 2 | SBE 1 | SBE 2 | Punti |
| --- | ---------------- | ------ | ----- | ----- | ----- | ----- | ----- | ----- | ----- | ----- | ----- | ----- | ----- | ----- | ----- | ----- | ----- | ----- | ----- | ----- | ----- | ----- | ----- | ----- | ----- | ----- | ----- |
| 1   | Ricky Carmichael | Suzuki | 3     | 1     | 1     | 1     | 2     | 1     | 1     | 1     | 1     | 1     | 1     | 1     | 1     | 1     | 1     | 2     | 1     | 1     | 1     | 1     | 1     | 1     | 36    | 38    | 539   |
| 2   | Kevin Windham    | Honda  | 5     | 8     | 38    | 4     | 5     | 4     | 5     | 3     | 4     | 4     | 3     | 2     | 4     | 4     | 5     | 7     | 9     | 3     | 3     | 3     | 4     | 3     | 2     | 7     | 407   |
| Pos | Pilota           | Moto   | SAC 1 | SAC 2 | MMO 1 | MMO 2 | STW 1 | STW 2 | BDC 1 | BDC 2 | BCN 1 | BCN 2 | NBE 1 | NBE 2 | LWD 1 | LWD 2 | WHL 1 | WHL 2 | MLV 1 | MLV 2 | BGH 1 | BGH 2 | DEL 1 | DEL 2 | SBE 1 | SBE 2 | Punti |